# Gravad lax

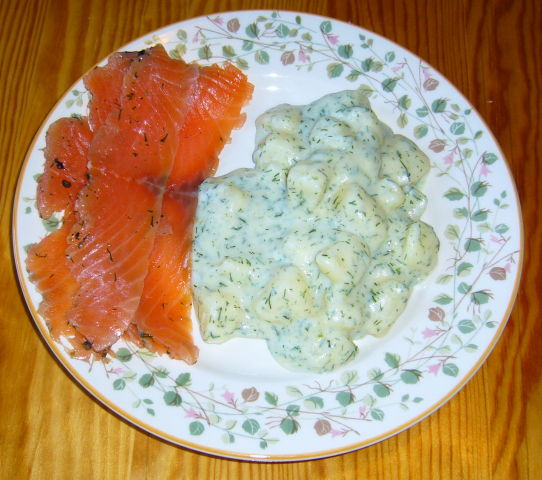
Gravad lax med dillstuvad potatis.

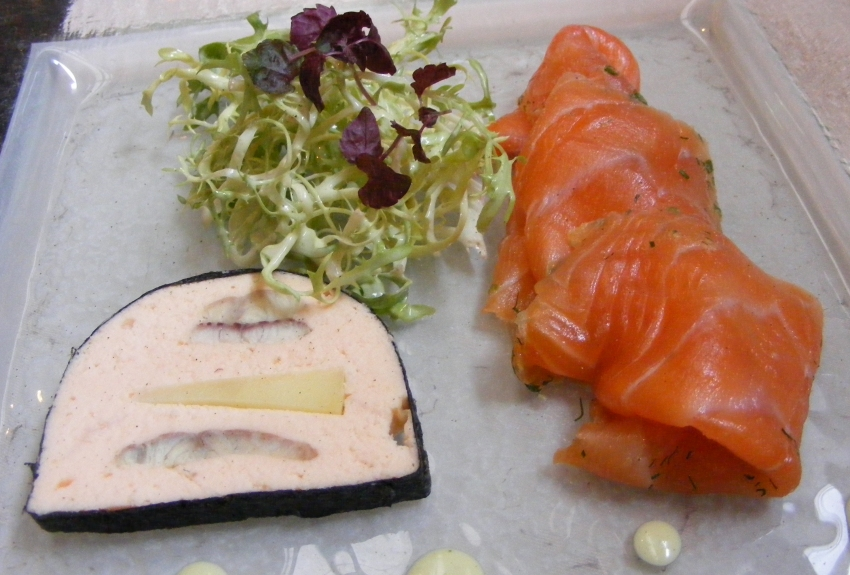
Gravad lax serverad med ålpaté.

Gravad lax eller gravlax är en nordisk, ursprungligen svensk, maträtt bestående av lax som gravats, det vill säga som fått ligga svalt, under viss press, i en blandning av salt och socker i några dagar. Dill eller örtkryddor kan även tillsättas för smakens och utseendets skull.
Gravad lax har förekommit sedan 1600-talet. Från början syftade namnet på att fisken lades i en grop och täcktes över, varefter den genomgick en låggradig form av fermentering vilket gav ett resultat mera liknande surströmming eller rakfisk.
Ett vanligt tillbehör till gravad lax är hovmästarsås.
Gravad lax som maträtt har även fått viss spridning utanför de nordiska länderna.